# Arroz-doce

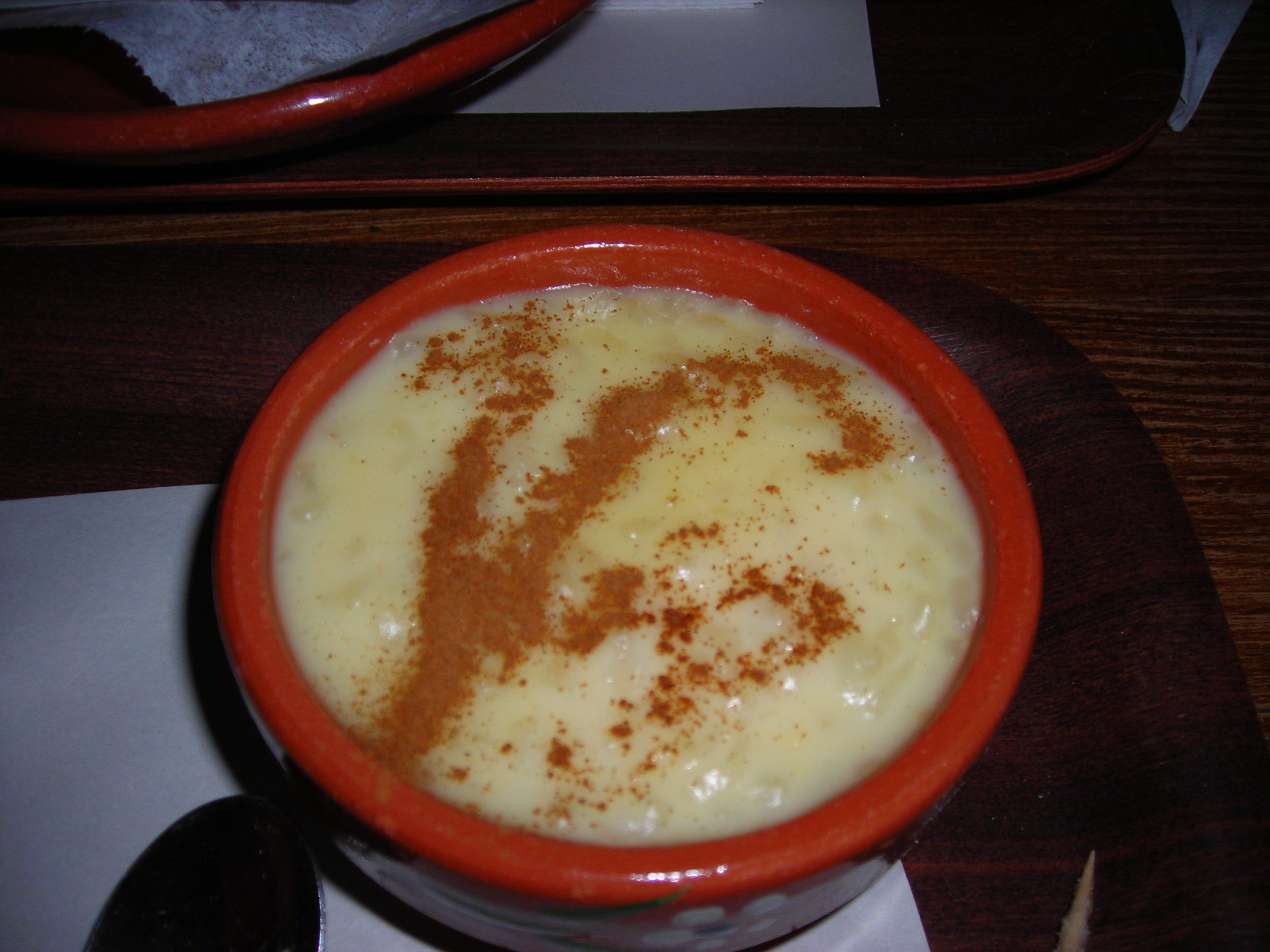
Arroz doce

O arroz-doce, também conhecido como arroz de função e arroz de leite, é uma preparação do arroz, podendo levar leite, leite de coco, açúcar, leite condensado, e outros tipos de ingredientes, como especiarias, presente em diversas culturas do mundo.
Não se sabe exatamente a origem do alimento, pode-se dizer que é antiga, afinal, já existiam relatos de tal iguaria nos textos sobre a vida do Buda.

## Variações regionais
Em todos os países do globo que há a cultura de plantio do arroz, existe uma tradição de arroz doce. No Brasil já existia um tipo de arroz cultivado pelos povos tupis, conhecido como milho d'água, todavia, o arroz asiático só foi introduzido com a colonização portuguesa.

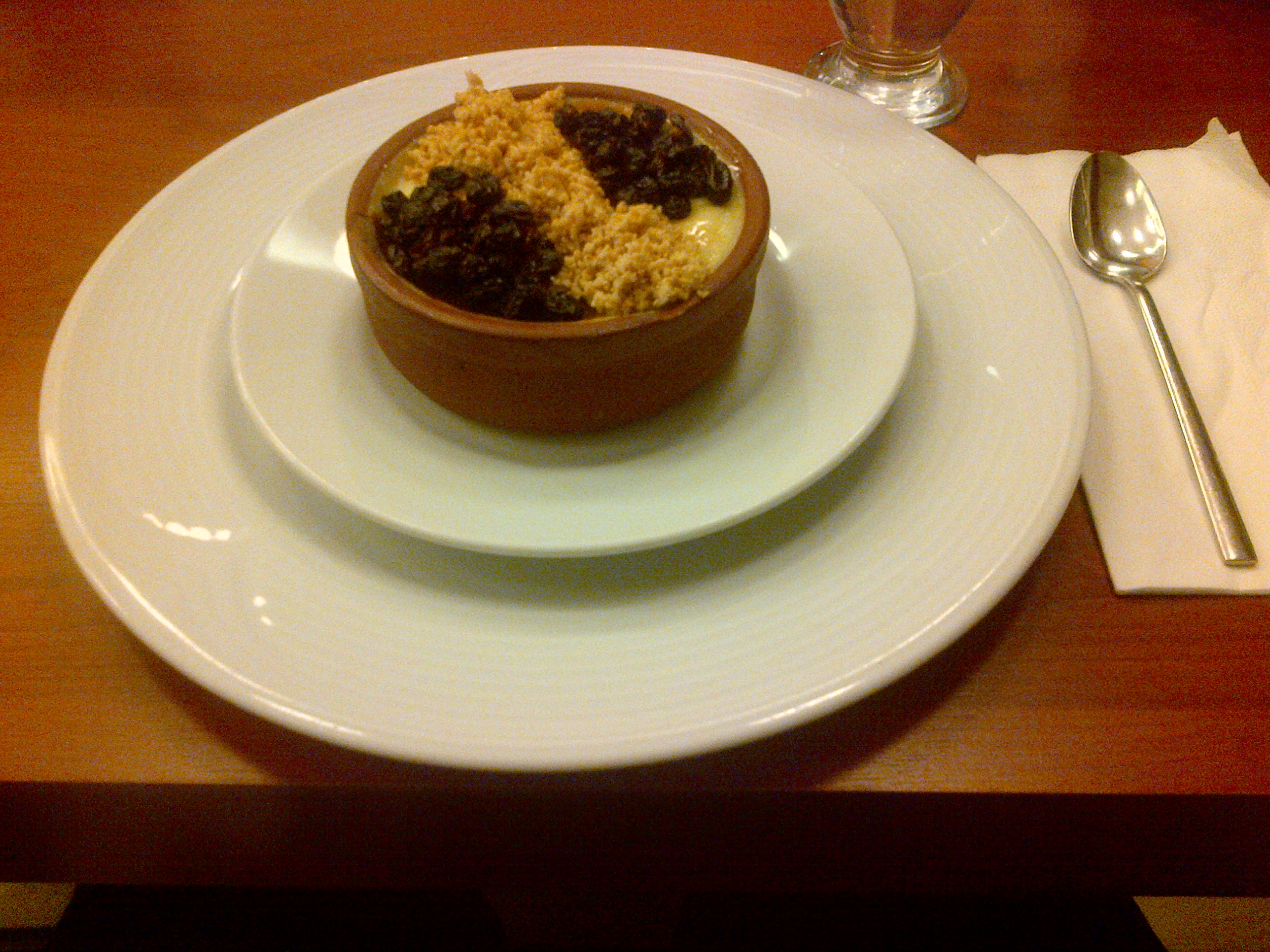
Fırın sütlaç, arroz-doce da Turquia.

O arroz pode ser cozido diretamente no leite, ou em água e açúcar, leite condensado ou nata. Em termos de condimentos o arroz-doce aceita amêndoas (como na receita tradicional culinária da Dinamarca), qualquer tipo de frutas, chocolate (como a tradicional receita das Filipinas), muitos temperos, como a canela, e mesmo folhas de pândano (como no pirinee, uma receita das Maldivas).
O arroz doce também é muito tradicional de Portugal, mas as receitas portuguesas tendem a usar gema de ovo, ao contrário de muitas outras como Tailândia e Sri Lanka que optam pela utilização de leite de coco e açúcar.

A comunidade vegana utiliza para o preparo leites de origem vegetal, como o leite de amêndoas, soja, etc.